# Vaucluse (Australie)
Pour les articles homonymes, voir Vaucluse.

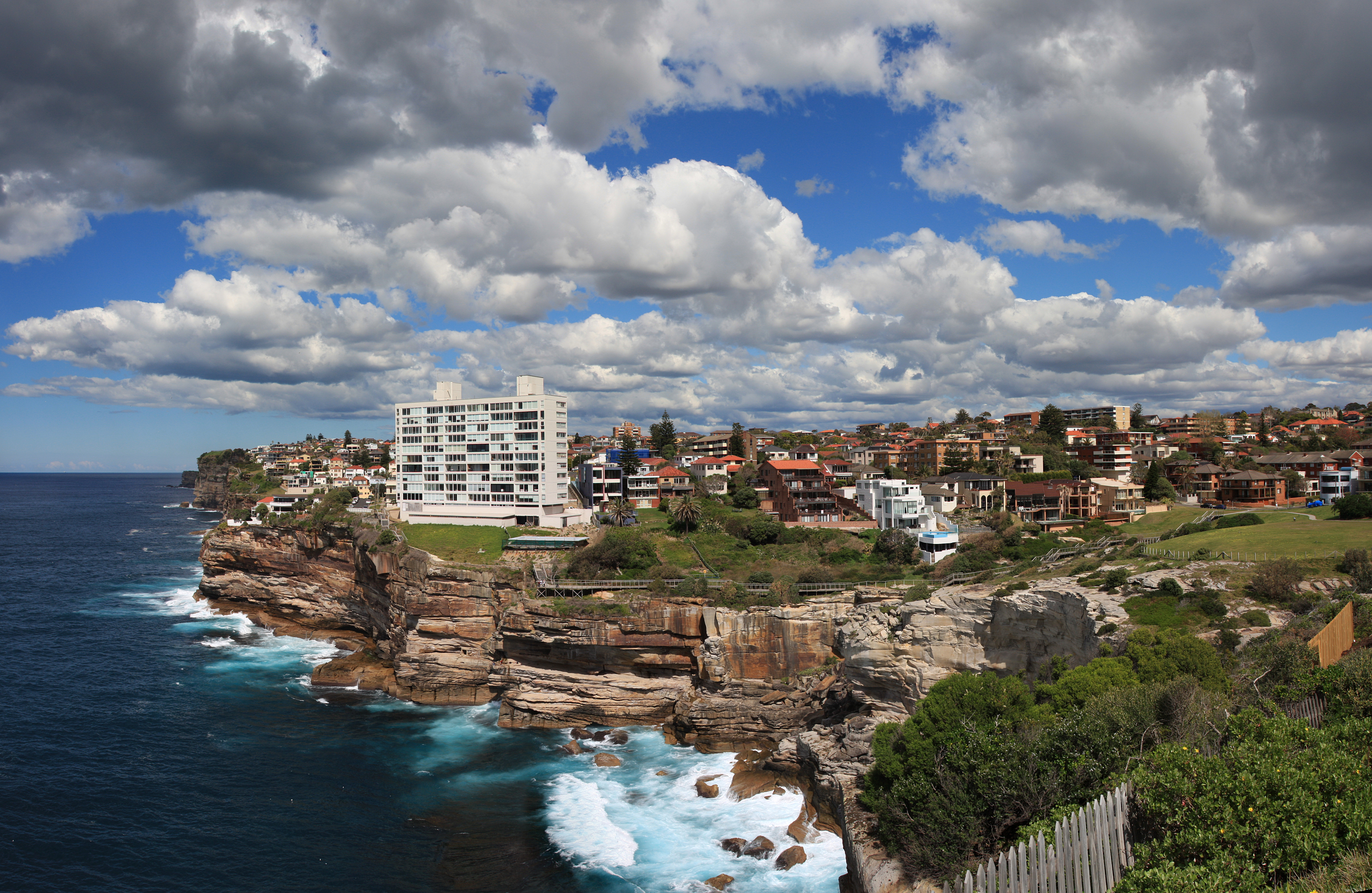
En surplomb de Diamond Bay et de la mer de Tasman depuis Chris Bang Crescent à Vaucluse.

Falaises fréquentées par des otariinaes, à Vaucluse. Octobre 2019.

Vaucluse est un quartier de Sydney, dans l'État de Nouvelle-Galles du Sud, en Australie.
Il a été nommé ainsi en référence à un poème du poète Pétrarque consacré à la fontaine de Vaucluse.
C'est un quartier principalement résidentiel, en bord de mer, et où le prix de l'immobilier est élevé.